# Daucus della-cellae
Daucus della-cellae är en växtart i släktet Daucus och familjen flockblommiga växter. Den beskrevs först av Paul Friedrich August Ascherson, William Barbey, Ernest Armand Durand och Jean François Gustave Barratte, och fick sitt nu gällande namn av Spalik, Banasiak och Reduron.
Arten förekommer i Libyen.